# Kleinbeeren
Kleinbeeren ist ein Ortsteil der Gemeinde Großbeeren im Landkreis Teltow-Fläming in Brandenburg.

## Geschichte

### 13. bis 17. Jahrhundert
Kleinbeeren wurde 1285 nach einer Angabe von Lieselott Enders in ihrem Historischen Ortslexikon für Brandenburg: Teltow erstmals als zu Kleinen Bern urkundlich erwähnt. Olaf Thiede und Jörg Wacker geben in ihrer Chronologie Potsdam und Umgebung. Ereignisse, Bauwerke eine erste Erwähnung als villas dictas groz et kyln Berne an. Aus archäologischen Untersuchung sind eine altsteinzeitliche Knochenflöte sowie bereits eine germanische Siedlung bekannt. Gerhard Schlimpert weist aber darauf hin, dass es sich beim Ort um rein deutsche Siedlungen handelt. Aus dem 11. Jahrhundert ist ein Schatzfund bekannt. Kleinbeeren gehörte vor 1314 derer von Beeren. Sie übernahmen es vermutlich vom Kloster Spandau, die es vor 1285 und bis nach 1652 besaßen. Der Name entstammt vermutlich einer Übertragung, wobei der Ausgangsort noch unklar ist. Denkbar wäre der Ort Behrend im Landkreis Stendal oder die Gemeinde Berne im Landkreis Wesermarsch. 1344 übertrug Markgraf Ludwig einem Mattias von Berne und dessen Bruder Otto, den Ort Klyn Berne. Im Landbuch Karls IV. aus dem Jahr 1375 ist ein Berne parva verzeichnet, wobei das Wort „parva“ aus dem lateinischen für „klein“ steht. 1401 wechselte die Schreibweise zu Lutke Berne. In diesem Jahr wechselte der Ort als Afterlehen an die Herren von Torgow zu Zossen, die bis 1478 die Lehnshoheit über die Herrschaft Zossen hielten. Die Einwohner mussten acht Scheffel Roggen und sechs Scheffel Gerste an Abgaben entrichten. 1450 war die Gemarkung 41 Hufen groß, davon zwei Pfarrhufen. Dies korrespondiert mit einer Angabe im Dehio-Handbuch, wonach es bereits in der zweiten Hälfte des 13. Jahrhunderts eine Dorfkirche gab. Weiter lebten zwei Kötter und ein Hirte im Ort; es gab einen Krug. Um 1500 wurde Kleinbeeren von Mittenwalde aus seelsorgerisch betreut; 1527 wechselte die Sedes zu Spandau. 1541 erhielt der Pfarrer einen weiteren Hufen, so dass von den 41 Hufen ihm nunmehr drei zustanden. Um 1600 entstand ein Gutshaus, der um 1608 zu einem Rittersitz ausgebaut wurde. Christoph von Beeren nutzte dazu das umliegende Bauerngut, um seine Herrschaft zu vergrößern. Vor dem Beginn des Dreißigjährigen Krieges gab es 1624 im Ort neun Hufner, drei Kötter, einen Pachtschäfer und einen Laufschmied. Sie bewirtschafteten gemeinsam 29 Hufen, weitere 11 entfielen auf die Herrschaft. Den Krieg überlebten nur wenige Bewohner: Im Jahr 1652 waren es drei Bauern mit zwei Söhnen und drei Knechten. Hinzu kam eine Erbaufteilung, die zu einer Zersplitterung der Besitztümer derer von Beeren führte.

### 18. Jahrhundert

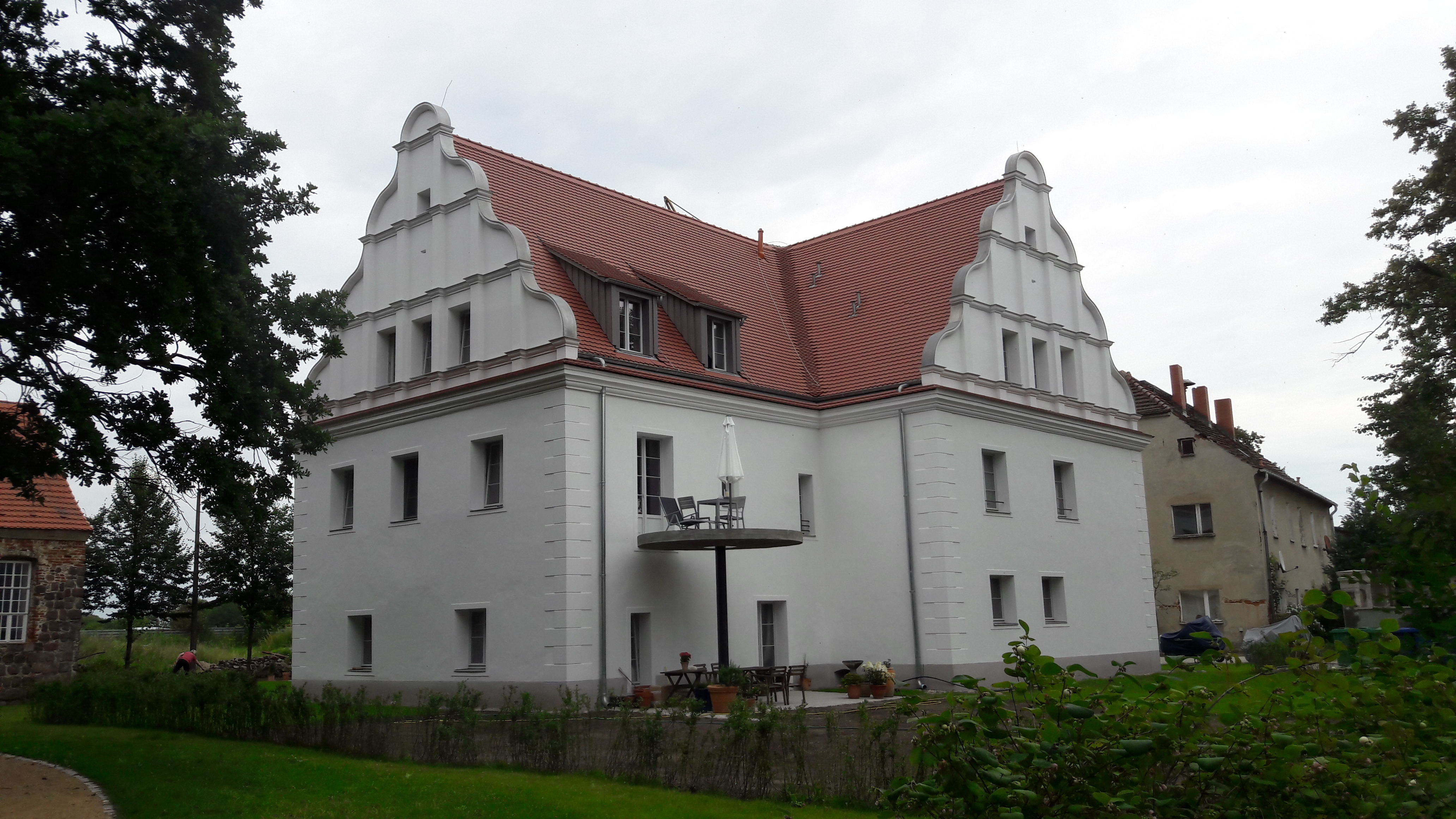
Gutshaus Kleinbeeren

Kleinbeeren erholte sich nach und nach. Um 1700 wurden an der Kirche zahlreiche Um- und Ausbaumaßnahmen vorgenommen. 1711 lebten in Kleinbeeren wieder vier Hufner, drei Kötter sowie ein Schäfer, der zugleich auch die Arbeit des Hirten übernahm. Weiterhin gab es einen Knecht sowie einen Laufschmied. Sie bewirtschafteten gemeinsam bereits wieder 26 Hufen. 1725 erschien erstmals eine Windmühle, die der Müller von derer von Beeren gegen eine Grundpacht erworben hatte. 1745 wurde Kleinbeeren zum Rittersitz. Es gab vier Bauern, vier Kötter, eine Windmühle sowie einen Krug. 1757 kam mit Birkholz ein Vorwerk hinzu, das bis 1795 bestand. 1769 führte Hans Heinrich Arnold von Beeren den nach dem Dreißigjährigen Krieg zersplitterten Sitz wieder zusammen. 1771 bestanden im Ort sieben Giebel (=Wohnhäuser). Es gab einen Schmied, einen Hirten, vier Paar Hausleute, einen Schäfer, einen Groß-, einen Mittel- und einen Kleinknecht, die jeweils Abgaben an den Landesherren zahlen mussten. 1773 erschien erstmals eine private Windmühle; 1775 erstmals die Bezeichnung Klein Beeren. 1791 entstand eine Plantage (=Landschaftspark), Lustgarten genannt, mit einer Feuerstelle (=Haushalt), in der ein Einlieger sowie vier weitere Seelen wohnten. Bis 1786 besaß der Generalmajor Carl Ferdinand von Hagen, sonst Geist genannt, das Gut Kleinbeeren. Ihm folgte als Erbe der Kreisdeputierte des Teltower Kreises Hans Heinrich Arnold von Beeren. Dieser erhielt sogleich das Recht der Wappennutzung sowie 1787 die Erlaubnis der Namensführung Hans Heinrich Arnold von Geist, sonst von Beeren genannt. 1795 übernahm das Haus derer von Bandemer die Geschicke im Ort.

### 19. Jahrhundert
Kleinbeeren entwickelte sich zu einem Straßendorf weiter: 1801 gab es vier Ganzbauern, vier Ganzkötter, zehn Einlieger, eine Schmiede, einen Krug, eine Windmühle und einen Förster. Die Plantage hatte sich zu einem Gut weiterentwickelt. Gutsbesitzer Hauptmann von Bandemer vertrat 1809 die Kurmärkische Ritterschaft bei Landtagssitzungen. Die Bauern bewirtschafteten 26 Hufen, das Rittergut weitere 15. Im Ort gab es 18 Feuerstellen. Kleinbeeren war, wie auch Großbeeren, in den Befreiungskriegen Schauplatz zahlreicher Schlachten. Hugo von Hasenkamp schreibt in seinem Werk über General Graf Bülow von Dennewitz in den Feldzügen von 1813 und 1814, dass die „nach Klein=Beeren vorrückende französische Colonne (…) sehr bald durch das Feuer der Batterien des Generals von Borstell mit ansehnlichem Verluste zum Rückzuge nach Groß=Beeren“ gezwungen war. Weitere Berichte finden sich in den Aufzeichnungen Carls von Plotho, der 1817 unter dem Titel Der Krieg in Deutschland und Frankreich in den Jahren 1813 und 1814 ein vierbändiges Werk vorlegte. Die von Bandemer hielten Dorf und Gut nicht lange. Christian August Karl von Bandemer veräußerte seinen Gutsbesitz an die Familie Mumme. Die Besitzverhältnisse wechselten und aus der Zeit vor 1817 bis 1835 ist ein Besitzer August Friedrich Wilhelm Mumme bekannt. Er erwarb das Gut für 48.000 Taler. Die Urgroßmutter mütterlicherseits von Theodor Fontane war aus dem Haus Mumme. 1835 wurde das Gut versteigert; es wurde auf 47.757 Taler, 19 Silbergroschen und 6 Pfennige abgeschätzt. Das Gut ging für 62.510 Taler an Philipp Sigismund Beerend. Nun kehrte eine gewisse Konstanz ein, denn die Familie von Berend blieb bis 1872 im Besitz von Kleinbeeren. Im Landbuch der Mark Brandenburg und des Markgrafthums Nieder-Lausitz erschien erneut der Rittersitz der Familie Beerend, „welches ursprünglich Lütfen Berne hieß“. Aus dem Jahr 1840 ist das Dorf und Rittergut mit insgesamt 17 Wohnhäusern bekannt. 1858 gab es ein Dorf mit Rittergut sowie zwei Forsthäuser. 10 Hofeigentümer sowie zwei Pächter beschäftigten 45 Knechte und Mägde. Hinzu kamen 41 Tagelöhner und ein Arbeiter, drei Mägde und ein Bedienter. Es gab insgesamt 10 Besitzungen: Eine vergleichsweise große Besitzung mit 1826 Morgen sowie neun weitere Besitzungen in einer Größenordnung von 30 bis 30 Morgen (insgesamt 1420 Morgen). Im Ort arbeiteten ein Schlächtermeister, ein Schneidermeister mit einem Gesellen und einem Lehrling, ein Tischlermeister (ebenfalls mit einem Gesellen und einem Lehrling), ein Stellmachermeister mit einem Gesellen sowie ein Großschmiedemeister mit einem Gesellen und einem Lehrling. Außerdem bestand nach wie vor ein Krug. Die Gerichtsbarkeit lag bis 1849 beim Patrimonialgericht und Kammergericht und wechselte in diesem Jahr zum Kreisgericht nach Berlin. 1860 bewirtschafteten die Bewohner insgesamt 1432 Morgen, darunter 789 Morgen Acker, 238 Morgen Weide, 207 Morgen Wald, 174 Morgen Wiese sowie weitere 24 Morgen, die auf die Gehöfte entfielen. Es gab zwei öffentliche Gebäude sowie 16 Wohn- und 30 Wirtschaftsgebäude, einschließlich einer Getreidemühle. Im Gut gab es zwei abgelegene Forsthäuser, 11 Wohn- und 22 Wirtschaftsgebäude, darunter eine Brennerei. 1878 wechselte die Gerichtsbarkeit zum Amtsgericht Berlin II und blieb dort bis 1906. Anschließend übernahm das Amtsgericht Berlin-Lichterfelde die Zuständigkeit. 1881 erwarb die Stadt Berlin den Ort, um ihn ab 1890 unter der Leitung von James Hobrecht in die Berliner Rieselfelder einzubeziehen. 1895 wurden so beispielsweise 23 Hektar in Rieselfelder umgewandelt.

### 20. und 21. Jahrhundert

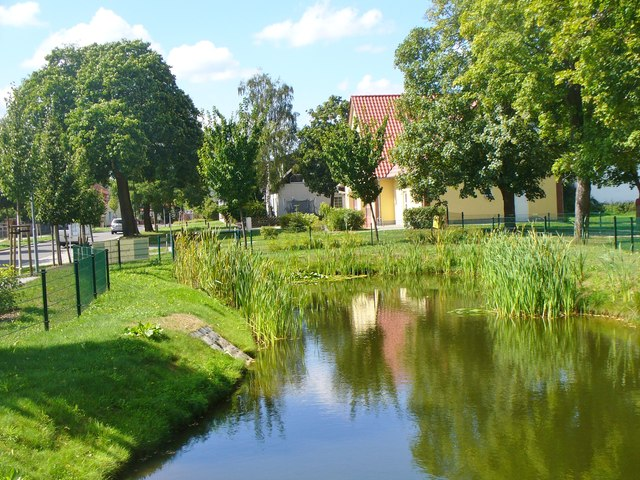
Dorfteich, 2013

1900 gab es im Dorf 42 und im Gut 10 Häuser. 1916 fungierte Herr Langner als Gutsvorsteher. 1928 wurde das Rittergut mit dem Gutsbezirk, wie in ganz Brandenburg, sowie der Försterei und Ziegelei zu einer gesamten Gemeinde vereinigt. Im Gutshaus waren zeitweilig schwer erziehbare Mädchen untergebracht. 1931 bestanden 59 Häuser. 1932 kamen die Wohnplätze Rieselmeisterhaus sowie das Forsthaus Jägerhaus und Neues Forsthaus hinzu. 1939 gab es insgesamt sieben land- und forstwirtschaftliche Betriebe, die 20 bis 100 Hektar bewirtschafteten. Hinzu kamen sieben Betriebe mit einer Fläche von 10 bis 20 Hektar, 12 Betriebe mit 5 bis 10 Hektar sowie neun weitere Betriebe, die 0,5 bis 5 Hektar Fläche bearbeiteten. 1941 kamen die Wohnplätze Altes Forsthaus sowie die Revierförsterei hinzu. Nach dem Ende des Zweiten Weltkrieges wechselte die Gerichtsbarkeit im Jahr 1945 zum Amtsgericht Teltow (bis 1952). Im Gutshaus werden zunächst Flüchtlinge und Umsiedler einquartiert. Kleinbeeren wurde am 1. Juli 1950 nach Großbeeren eingemeindet. 1959 gründete sich eine LPG Typ I, die 1961 mit 23 Mitgliedern insgesamt 221 Hektar landwirtschaftliche Nutzfläche bearbeiteten. Die LPG wurde 1969 zu einem Typ III umgewandelt und 1971 mit der LPG in Mahlow-Osdorf zur LPG Mahlow-Kleinbeeren zusammengeschlossen. Die Verwaltung zog in das Gutshaus. 1975 erhielt die Kirche ein neues Dach, neue Gesimse und ein neues Turmkreuz; 1987 wurden der Innenraum und der Dachstuhl saniert.

## Bevölkerungsentwicklung
| Jahr      | 1734 | 1772 | 1801 | 1817 | 1840 | 1858                 | 1895 | 1925 | 1939 | 1946 |
| Einwohner | 120  | 135  | 144  | 154  | 230  | 138 Dorf und 150 Gut | 466  | 581  | 523  | 543  |

## Kultur und Sehenswürdigkeiten
In der Liste der Baudenkmale in Großbeeren sind für Kleinbeeren drei Baudenkmale aufgeführt:
- Die evangelische Dorfkirche Kleinbeeren stammt aus der zweiten Hälfte des 13. Jahrhunderts. Der Turm wurde um 1700 größtenteils neu errichtet.
- Das Gutshaus Kleinbeeren wurde um 1600 im Renaissancestil errichtet. Nach jahrzehntelangem Verfall wurde es 2015/2016 durch die Architekten Eilers BDA als Mehrfamilienhaus wiederaufgebaut.[23]
- Altes Forsthaus
- Der Ort liegt östlich des Kernortes Großbeeren im Landschaftsschutzgebiet Diedersdorfer Heide und Großbeerener Graben.

## Verkehr
Westlich verläuft die B 101 und nördlich die Landesstraße L 76.
Durch den Ort verlaufen mehrere Buslinien, die eine Verbindung ins Zentrum Großbeerens, wie auch nach Teltow ermöglichen.

## Persönlichkeiten
Söhne und Töchter
- Karl Friedrich Hermann von Beeren (1749–1817), preußischer Generalmajor
- Emmy Brode (1890–1967), Kunstmalerin in Hamburg